# Eugen Walaschek
Eugen Walaschek (ur. 20 czerwca 1916 w Moskwie, zm. 22 marca 2007) – piłkarz szwajcarski grający na pozycji napastnika. W reprezentacji Szwajcarii rozegrał 26 meczów i strzelił 4 gole.

## Kariera klubowa
Swoją karierę piłkarską Walaschek rozpoczął w klubie Urania Genève Sport. W 1936 roku przeszedł do Servette FC. W sezonie 1939/1940 wywalczył z Servette mistrzostwo Szwajcarii. W sezonie 1944/1945 grał w BSC Young Boys. Zdobył z nim Puchar Szwajcarii, a następnie zakończył karierę.

## Kariera reprezentacyjna
W reprezentacji Szwajcarii Walaschek zadebiutował 19 września 1937 roku w przegranym 3:4 meczu Pucharu im. Dr. Gerö z Austrią, rozegranym w Wiedniu. W 1938 roku został powołany do kadry na mistrzostwa świata we Francji. Na nich rozegrał trzy mecze: w 1/8 finału z Niemcami (1:1 i 4:2) oraz ćwierćfinałowy z Węgrami (0:2). Od 1937 do 1945 roku rozegrał w kadrze narodowej 26 meczów i zdobył w nich 4 bramki.